# SS-Ehrendolch

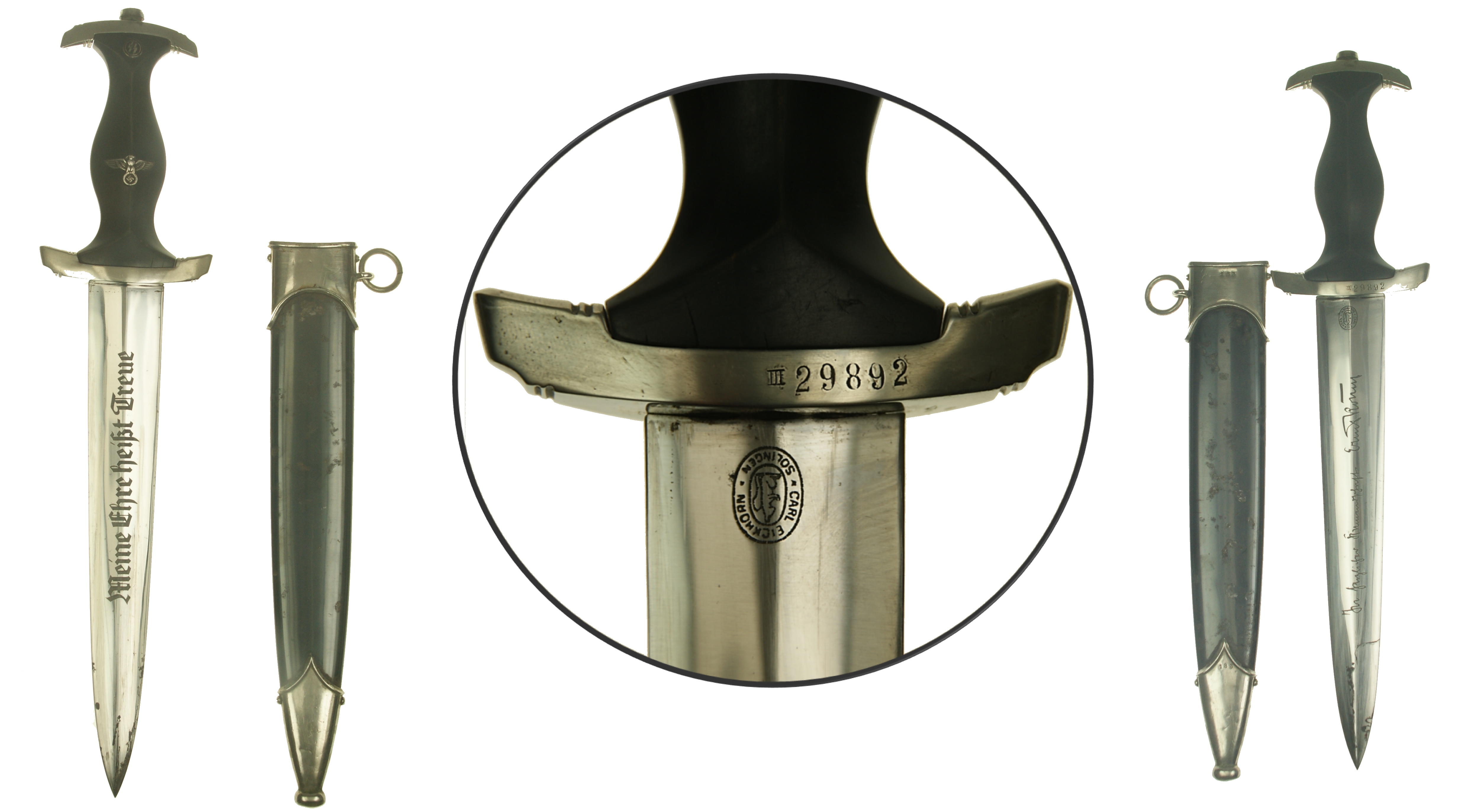
SS-Ehrendolch mit zugehöriger SS-Dienstnummer: 29892

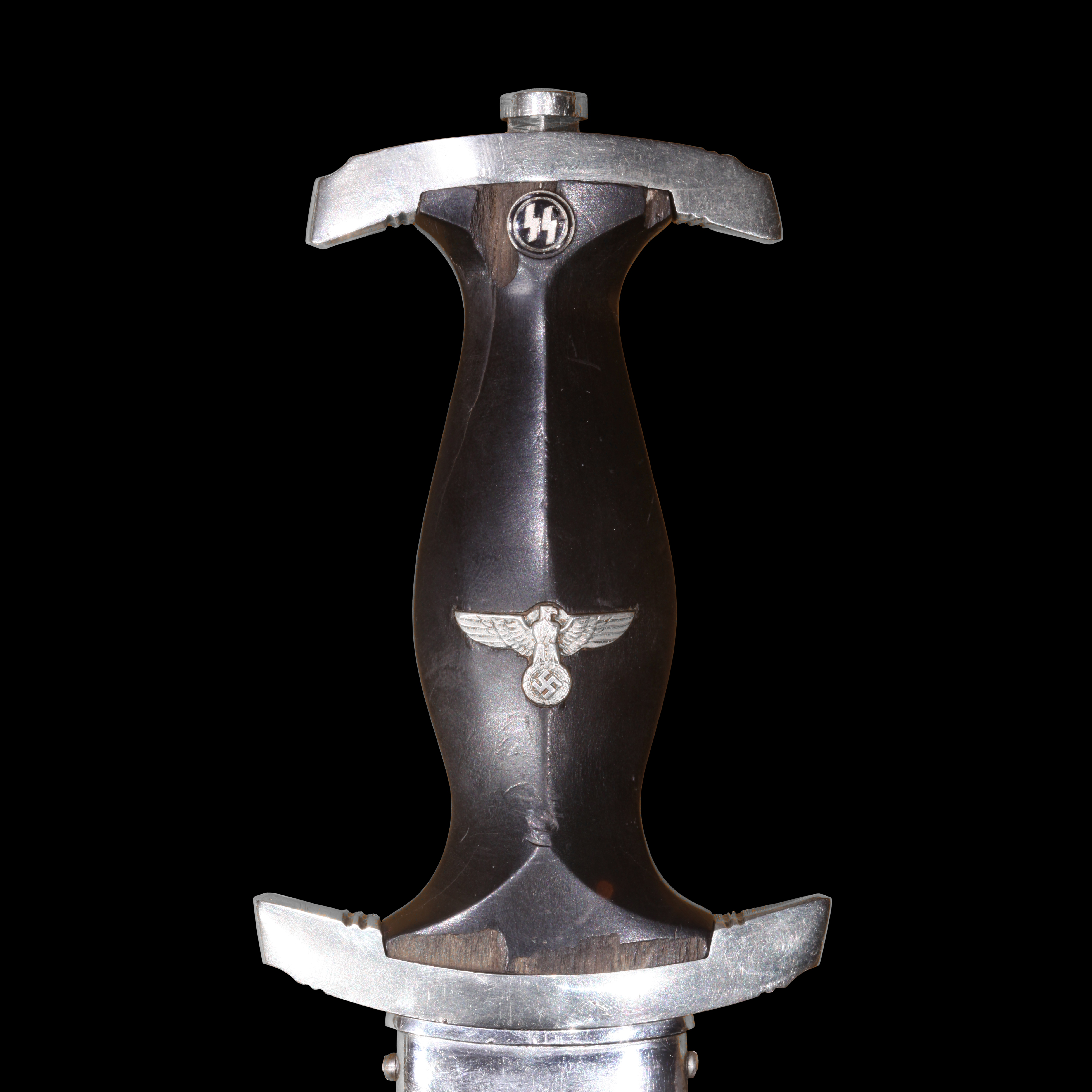
Detailansicht

Der SS-Ehrendolch oder auch SS-Dolch galt als Ehrenwaffe der Schutzstaffel im Dritten Reich. Neben dem Dolch gab es auch den SS-Ehrenring und den SS-Ehrendegen. Die Verleihung dieser privaten Auszeichnungen erfolgte explizit nach einem Regelwerk, das von Heinrich Himmler entwickelt worden war.

## Einführung und Verleihung
Diese Ehrenwaffe wurde im Dezember 1933 eingeführt und war den Traditionen in Heer, Luftwaffe und Kriegsmarine nachempfunden. In feierlichem Rahmen erfolgte die Verleihung anlässlich der endgültigen Aufnahme der SS-Männer in die Allgemeine SS, SS-Totenkopfverbände oder SS-Verfügungstruppe/Waffen-SS jeweils am 9. November.
SS-Bewerber (Staffel-Bewerber, Staffel-Junker, Staffel-Anwärter oder Staffel-Vollanwärter) waren nicht trageberechtigt. Der SS-Dolch galt für alle SS-Mitglieder auch als offizielle Seitenwaffe zur SS-Ausgehuniform.
Die Herstellung dieser Ehrendolche wurde 1940 ausgesetzt.

## Aussehen und Gestaltung
Aussehen und Gestaltung basierte auf dem Muster des Schweizerdolches des 16. Jahrhunderts. Die Mitte des breiten und speerförmigen Messerblattes, in der Länge von 33 cm, besitzt eine deutlich ausgeprägte Kante. In der Klingenmitte ist der Wahlspruch der SS „Meine Ehre heißt Treue“ eingeätzt. 
Knauf und Parierstange sind vernickelt; der Griff ist – wie die Scheide – schwarz und in ihm ist der NSDAP-Adler und das SS-Zeichen in Silber angebracht. Die Metallscheide ist in schwarzem Glanzlack gehalten und oben wie unten mit einer versilberten Einfassung versehen. Der SS-Dolch wurde 1933 eingeführt und es sind 3 verschiedene Fertigungen bzw. Varianten vorhanden. 
- Frühe Fertigung: 1933–1935: Herstellerlogo, Scheide schwarz brüniert, Griff aus Ebenholz, Parierstange mit römischen Zahl (I-München, II-Dresden und III-Berlin)
- Mittlere Fertigung: 1936–1938: Herstellerlogo oder Herstellerlogo mit RZM-Nummer (Doppelkennzeichnung), Scheide schwarz brüniert oder lackiert, keine römischen Zahlen auf der Parierstange
- Späte Fertigung: 1938–1942: Nur mit RZM-Nummer, Scheide schwarz lackiert, Griffadler überwiegend aus Aluminium

## Ausführung für die „Alten Kämpfer“
Am 21. Juni 1936 wurde eine weitere Variante des Dolches eingeführt, die nur jenen SS-Führern und Unterführern vorbehalten war, die der Schutzstaffel bereits vor 1933 beigetreten waren. Dieser Dolch entspricht in allen Einzelheiten dem von 1933, nur dass die Kette aus SS-Runen und Totenköpfen gebildet wurde. In der Mitte der Scheide ist ein silbernes Band mit Hakenkreuzen angebracht.
Ranghohe SS-Führer bekamen von Himmler einen besonderen Dolch verliehen, der die Inschrift „In herzlicher Kameradschaft, H. Himmler“ trug.
Daneben gab es noch zahlreiche Varianten dieses Dolches, die von Himmler persönlich übergeben wurden. Diese Geschenkdolche wurden aus hochwertigen Materialien hergestellt und besaßen vergoldete Inschriften. Diese waren und sind bis heute Raritäten, da nur wenige ausgegeben wurden.

## Trageweise
Die SS-Ehrendolche wurden in der Regel zur schwarzen SS-Uniform getragen. Laut Himmler war der SS-Mann dazu verpflichtet, den Dolch auch körperlich gegen jeden einzusetzen, der gegen die Ehre der SS verstoßen oder aber die Ehre oder die Familie des SS-Mitgliedes beleidigt hatte. Himmler gab im November 1935 einen Erlass heraus, der besagte, dass „jeder SS-Mann das Recht und die Pflicht hat, seine Ehre mit der Waffe zu verteidigen“.
Ab dem 15. Februar 1943 waren Offiziere der Waffen-SS berechtigt, diesen Dolch auch zu den feldgrauen Ausgehuniformen zu tragen. Für diesen Fall war es vorgesehen, dass um den Dolchgriff ein Portepee aus Aluminiumgespinst gewunden wurde, das dem der Wehrmachtsoffiziere entsprach.